# Fabricio Silva Costa
Fabricio Silva Costa (Arapiraca, 3 agosto 1998) è un calciatore brasiliano, centrocampista dell'ASA.

## Caratteristiche tecniche
È un mediano.

## Carriera
Cresciuto nelle giovanili dello Sport Recife, ha esordito in prima squadra il 3 febbraio 2017 in occasione del match del Campionato Pernambucano pareggiato 0-0 contro il Salgueiro.